# 岛屿列表
本列表是以洲為順序排列的世界島嶼列表，主要列出面積1萬平方公里以上的島嶼。本表面积单位為万平方公里。
- 以面積排列的世界島嶼列表，參見：島嶼列表 (按面積)
- 以人口排列的世界島嶼列表，參見：島嶼列表 (按人口)
- 島嶼國家列表
- 分屬多國領土範圍的世界島嶼列表，參見：分治島嶼列表

## 世界十大島嶼
| 排名 | 島嶼                 | 所属国家                 | 面積 (平方公里) | 面積 (平方英里) |
| ---- | -------------------- | ------------------------ | --------------- | --------------- |
| 1    | 格陵蘭島             | 格陵兰（ 丹麦）          | 2,166,000       | 822,706         |
| 2    | 新幾內亞島           | 印度尼西亞、             | 786,000         | 303,381         |
| 3    | 加里曼丹島（婆羅洲） | 、 印度尼西亞、 马来西亚 | 743,330         | 288,869         |
| 4    | 馬達加斯加島         | 马达加斯加               | 587,041         | 226,917         |
| 5    | 巴芬島               | 加拿大                   | 507,451         | 195,928         |
| 6    | 蘇門答臘島           | 印度尼西亞               | 473,481         | 171,069         |
| 7    | 本州島               | 日本                     | 227,960         | 87,182          |
| 8    | 大不列顛島           | 英国                     | 209,331         | 84,400          |
| 9    | 維多利亞島           | 加拿大                   | 217,291         | 83,897          |
| 10   | 埃爾斯米爾島         | 加拿大                   | 196,235         | 75,767          |

## 主要島嶼

### 亞洲
- 加里曼丹島（婆羅洲） 面積743,330平方公里  、 印度尼西亞與 马来西亚
- 蘇門答臘島 面積473,481 平方公里  印度尼西亞
- 本州島 面積227,960 平方公里  日本
- 蘇拉威西島 面積174,600 平方公里  印度尼西亞
- 爪哇島 面積128,297 平方公里  印度尼西亞
- 呂宋島 面積109,965 平方公里 菲律賓
- 棉蘭老島 面積97,530 平方公里  菲律賓
- 北海道島 面積83,454 平方公里 日本
- 斯里蘭卡島 面積65,610 平方公里  斯里蘭卡
- 台灣島 面積36,193平方公里 中華民國
- 九州島 面積36,782 平方公里  日本
- 海南島 面積35,354 平方公里  中华人民共和国
- 帝汶島 面積30,777 平方公里  东帝汶和 印度尼西亞
- 四國島 面積18,800 平方公里 日本
- 沖繩島 面積2,281 平方公里 日本
- 哈馬黑拉島 面積17,780 平方公里  印度尼西亞
- 斯蘭島 面積17,100 平方公里 印度尼西亞
- 松巴哇島 面積15,414 平方公里  印度尼西亞
- 佛羅勒斯島 面積13,540 平方公里  印度尼西亞
- 內格羅斯島 面積13,309.6 平方公里  菲律賓
- 薩馬島 面積13,429 平方公里  菲律賓
- 巴拉望島 面積12,189 平方公里  菲律賓
- 約斯·蘇達索島 面積11,742 平方公里 印度尼西亞
- 班乃島 面積12,011 平方公里  菲律賓
- 邦加島 面積11,910 平方公里  印度尼西亞
- 松巴島 面積11,006 平方公里  印度尼西亞
- 民都洛島 面積10,572 平方公里  菲律賓

### 歐洲
- 大不列顛島 面積209,331 平方公里 英国
- 冰島 面積103,000 平方公里  冰島
- 愛爾蘭島 面積84,421 平方公里   爱尔兰與 英国
- 斯皮茨卑爾根島 面積37,673 平方公里 斯瓦爾巴群島， 挪威海外領地
- 西西里島 面積25,711 平方公里  義大利
- 薩丁尼亞島 面積24,090 平方公里  義大利

#### 俄羅斯
- 庫頁島（薩哈林島/樺太島）面積76,400 平方公里
- 新地島北島 面積49,000平方公里
- 新地島南島  面積33,200平方公里
- 科捷爾内/法捷耶夫島（Kotelny/Faddeyevsky Island）面積23,165平方公里
- 十月革命島 面積14,170 平方公里
- 布爾什維克島 面積11,270 平方公里

### 大洋洲
- 新幾內亞島 面積786,000 平方公里 印度尼西亞與
- 新西蘭南島 面積150,437 平方公里 新西兰
- 新西蘭北島 面積113,729 平方公里  新西兰
- 塔斯馬尼亞島 面積68,401 平方公里  (澳洲)
- 新不列顛島 面積36,520 平方公里
- 新喀裡多尼亞島 面積18,575 平方公里  法國及 新喀里多尼亞
- 夏威夷島 面積10,432 平方公里  美国
- 维提島 面積10,388 平方公里  斐济(斐濟)
- 聖誕島 面積135 平方公里  (澳洲)

### 美洲
- 格陵蘭島 面積2,166,000 平方公里  格陵兰（丹麥统治下的自治政府）
- 巴芬島 面積507,451 平方公里  加拿大
- 维多利亞島 面積217,291 平方公里  加拿大
- 埃爾斯米爾島 面積196,235 平方公里  加拿大
- 纽芬蘭島 面積111,390平方公里  加拿大
- 古巴島 面積110,860平方公里 古巴
- 伊斯帕尼奥拉島 面積76,192 平方公里  與 海地
- 班克斯島 面積70,028 平方公里  加拿大
- 德文島 面積55,247 平方公里  加拿大
- 火地島 面積21,263 平方公里  阿根廷與 智利
- 阿克塞爾·海伯格島 面積43,178 平方公里  加拿大
- 梅爾維爾島 面積5,786 平方公里  加拿大
- 南安普敦島 面積41,214 平方公里  加拿大
- 馬拉若島 面積40,100 平方公里  巴西（世界上被淡水圍繞的最大島嶼）
- 威爾士王子島 面積6,674 平方公里  加拿大
- 溫哥華島 面積31,285 平方公里   加拿大
- 薩莫塞特島 面積24,786 平方公里  加拿大
- 巴納納爾島 面積19,162 平方公里  巴西（世界最大河島）
- 威廉王島 面積13,174 平方公里  加拿大
- 圖皮南巴拉納島 面積11,850平方公里  巴西
- 牙買加島 面積10,911 平方公里  牙买加
- 拜洛特島 面積11,067 平方公里

 加拿大
- 布雷頓角島 面積10,311 平方公里  加拿大

### 南極洲
- 亞歷山大一世島 面積49,070 平方公里
- 貝克島 面積2.1平方公里
- 瑟斯頓島面積15,700 平方公里

### 非洲
- 馬達加斯加島 面積587,041 平方公里 马达加斯加(馬達加斯加)

## 主要群島
- 澎湖群島
- 南海諸島
- 舟山群島
- 釣魚臺列嶼
- 菲律賓群島
- 馬來群島
- 日本列島
- 夏威夷群島
- 西印度群島
- 伊利莎白女王群島
- 加拉帕戈斯群島